# Nabucco (opera)
Nabucco je tretja opera skladatelja Giuseppeja Verdija. Besedilo je napisal libretist Temistocle Solera, krstna predstava te štiridejanke je bila 9. marca 1842 v milanski Scali. 
Sam krst je bil eden največjih triumfov v operni zgodovini in z njim je skladatelj postal eden najpomembnejših opernih ustvarjalcev vseh časov. Tedaj že uveljavljeni in priljubljeni skladatelj Gaetano Donizetti je velik uspeh opere slutil že vnaprej in je svojim prijateljem v Bergamo pisal, naj nikakor ne zamudijo uprizoritve nove opere. Nabucco je bil tako samo v krstni (spomladanski) sezoni v milanski Scali ponovljen še 65-krat.
Dirigent predstave je bil Eugenio Cavallini, vlogo Abigaile je na krstni predstavi interpretirala kasnejša Verdijeva soproga Giuseppina Strepponi.
"Z Nabuccom se je dejansko začela moja kariera opernega skladatelja," pa je skladatelj zapisal skoraj štiri desetletja kasneje.
Osrednja tema opere so sanje ljudstva o samostojni deželi, kar so poslušalci in cenzura hitro povezali z željo po zedinjeni Italiji, kar je bilo takrat aktualno v gibanju (risorgimento). Predvsem v tej smeri je izjemno učinkovit zborovski nastop (t. i. zbor sužnjev) iz tretjega dejanja opere Va, pensiero /slov. Splavaj misel na krilih kipečih/. Spevna melodija je bila izbrana celo za neuradno himno domoljubnega gibanja.

## Osebe
- Nabucco, kralj babilonski - bariton
- Abigaila, Nabuccova starejša hči - mezzosopran
- Fenena, Nabuccova mlajša hči - sopran
- Izmael, nečak jeruzalemskega kralja - tenor
- Zaharija, hebrejski veliki duhoven - bas
- Baalov veliki svečenik - bas
- Abdal, vojak - tenor
- Ana, Zaharijina sestra - sopran
- Babilonski vojščaki, hebrejski vojščaki, leviti, hebrejske device, babilonske žene, Baalovi svečeniki, ljudstvo

## Vsebina
Dogajanje je postavljeno v leto 586 pred Kristusom.

### Prvo dejanje
Jeruzalem.
Asirsko in izraelsko kraljestvo sta v vojni. Asirski kralj Nabucco je zasedel Jeruzalem in prisilil Izraelce, da so se zatekli v notranjost Salomonovega templja. Prerok Zaharija jih bodri in prepričuje, da jim bo Nabucco prizanesel, ker imajo njegovo hčer Feneno za talko. Ko je bil Izmael, nečak izraelskega kralja, v sirskem ujetništvu, se je dekle namreč zaljubilo vanj, mu pomagalo pri begu in mu sledilo v Jeruzalem. Izmael ji vrača čustva in želi Feneni omogočiti beg. Toda preseneti ju Abigaila, druga Nabuccova hči, ki je prav tako zaljubljena v Izmaela. Abigaila obljubi, da bo Izraelcem zagotovila življenje in svobodo, če ji bo Izmael prisegel ljubezen, a ta jo zavrne. Ko Nabucco prodre v tempelj, Zaharija zagrozi Feneni s smrtjo, toda Izmael jo reši. Nabucco tedaj zavzame tempelj in celotno izraelsko ljudstvo odvede v suženjstvo.

### Drugo dejanje
Brezbožnik.
V kraljevi palači v Babilonu. Abigaila najde dokument, ki potrjuje, da ona ni kraljeva hči, temveč le posvojenka suženjskega izvora. Fenena, ki ji je Nabucco med svojo odsotnostjo prepustil prestol, osvobodi Izraelce. S tem si nakoplje srd svečenikov, ki začnejo snovati državni udar. V Babilonu se razširi lažna vest o Nabuccovi smrti. Abigaila se razglasi za kraljico, toda Nabucco se vrne in ji iztrga krono. V splošni zmedi razglasi odpravo vseh božanstev ter sam sebe okliče za edinega boga. Z neba se nenadoma utrga strela in zadene prevzetnega kralja, ki se mu pri priči omrači um. Abigaila pobere s tal Nabuccovo krono in si jo posadi na glavo.

### Tretje dejanje
Prerokba.
Abigaila ima trdno v roki kraljevsko oblast. Blazni Nabucco tava po kraljevi palači in jo preklinja, češ da mu je z zvijačo iztrgala prestol. Abigaila pred njegovimi očmi uniči potrdilo o svojem izvoru, ki je predstavljalo edino sredstvo, s katerim bi jo lahko Nabucco vrgel s prestola. Nato ga prepriča, naj podpiše odlok, ki obsoja na smrtno kazen vse Izraelce – vključno s Feneno, ki je iz ljubezni do Izmaela prestopila v židovsko vero. Ujeti Izraelci medtem obujajo spomine na izgubljeno domovino. Zaharija jih znova opogumlja in napove uničenje Babilona.

### Četrto dejanje
Uničeni malik.
Nabucco je sam v svojih sobanah. V polsnu zasliši glasove, ki naznanjajo Fenenino smrtno obsodbo. Obrne se na židovskega boga in mu obljubi, da mu bo dal zgraditi veličasten tempelj, če bo rešil življenje njegovi hčeri. Med molitvijo se mu čudežno povrne razum. Fenena in ostali izraelski ujetniki se odpravljajo v smrt. Tedaj zaslišijo vzklike v čast Nabuccu. Kralj prepreči usmrtitev Izraelcev, jim vrne svobodo ter se pridruži njihovim himnam Jahveju. Abigaila ob novici o Nabuccovi vrnitvi na oblast zaužije strup. V zadnjih vzdihljajih prosi za odpuščanje in blagoslovi zvezo med Izmaelom in Feneno.